# Nothing in My Way
Singles de Keane
Crystal Ball
(2006) Try Again
(2007)
Pistes de Under the Iron Sea
Is It Any Wonder? Leaving So Soon?
Nothing in My Way est une chanson du groupe de rock anglais Keane et est le quatrième single de l'album Under the Iron Sea. Il est sorti le 30 octobre 2006.